# Hochwand
L'Hochwand (2.719 m) è una montagna dei Monti di Mieming nel Tirolo, in Austria. È famoso soprattutto per la sua imponente parete nord, che precipita per 1.300 m nella valle sottostante del Gaistal. La via normale per raggiungere la vetta è da sud, dove i pendii sono meno ripidi. È una scalata molto difficile da tutti i lati e sono necessarie molte arrampicate per raggiungere la vetta. Gli scalatori di solito iniziano la loro ascesa nel villaggio di Wildermieming.

## Descrizione geografica
L'Hochwand si trova nella parte orientale dei monti Mieminger, a nord di Telfs nella valle dell'Inn. Il versante meridionale della montagna sopra l'Alpltal è caratterizzato da un rilievo accidentato e, nelle zone più profonde, anche da cinture di pini mughi e pendii detritici, interrotti da una parete rocciosa. A sud-ovest, l'Hochwand è separato dall'Hochplattig  la vetta più alta della catena montuosa (2.768 m), dall'Alplscharte, alta 2.317 m. A nord-ovest si trova lo Schwarbachkar, a nord e nord-est l'alta parete con pareti rocciose alte fino a 1.000 m scende ripida verso la Gaistal. A sud-est, una cresta attraversa il Karkopf, alto 2.469 m, fino al passo Niedere Munde (2.059 m), seguito dall'Hohe Munde (2.662 m).
Davanti alla cima principale dell'Hochwand,  a circa 200 m a sud-ovest, si trova una cima secondaria alta 2.715 m, sulla quale si trova anche la croce di vetta. Come le montagne vicine, l'Hochwand è costituito da calcare del Wetterstein, una roccia del Triassico, essa costituisce inoltre gran parte delle brecce che ricoprono il fianco meridionale. In basso sono presenti rocce provenienti dagli strati della Formazione di Raibl, e la dolomite è presente più in profondità.

## Prime ascensioni
La prima ascesa risale al 9 agosto del 1873 ad opera dell'alpinista e naturalista tedesco Hermann von Barth.  Il geologo e alpinista Otto Ampferer effettuò la prima salita della cresta sud-occidentale il 25 settembre 1897 nell'ambito dei suoi studi geologici sulla montagna. Il 23 marzo 2012 la frana più grande degli ultimi decenni in Tirolo si è verificò sul versante meridionale dell'Hochwand. Le masse rocciose penetrarono per oltre due chilometri nell'Alpltal e distrussero la piccola centrale elettrica dell'Alplhütte.

## Accesso
Il rifugio Alplhütte (1.504 m) o lo Strassberghaus (1.191 m) sopra l'abitato di Telfs servono come punti di partenza per la scalata dell'Hochwand attraverso la via normale. La salita avviene lungo un sentiero segnalato, che richiede però anche una facile arrampicata di livello 1, attraverso il fianco meridionale fino alla cima sud-occidentale. Anche l'accesso senza sentieri che porta alla cima principale presenta un livello di difficoltà 1: la roccia qui è molto fragile, come sulla via normale.
Dal Karkopf o dalla Niedere Munde si può raggiungere l'Hochwand attraverso la cresta sud-orientale (livello di difficoltà 2). La cresta sud-occidentale dell'Alplscharte è più impegnativa, con un grado di difficoltà 3, così come gli itinerari che attraversano i versanti ovest e nord-ovest, considerati estremamente fragili. Percorsi di arrampicata più impegnativi partono dalla Gaistal attraverso le rocce più resistenti della parete nord, come la cresta nord-occidentale (difficoltà 4), la parete nord attraverso lo Schnöllkar (difficoltà 4), la cresta nord-orientale (difficoltà 4) o la parete nord fino alla cresta nord-orientale (difficoltà 4). Altre vie di arrampicata attraversano la Tote Wand sul versante sud, come la facciata sud  (difficoltà 5a) e la South Face Intersection (difficoltà 4).